# Gaetano Matteo Pisoni

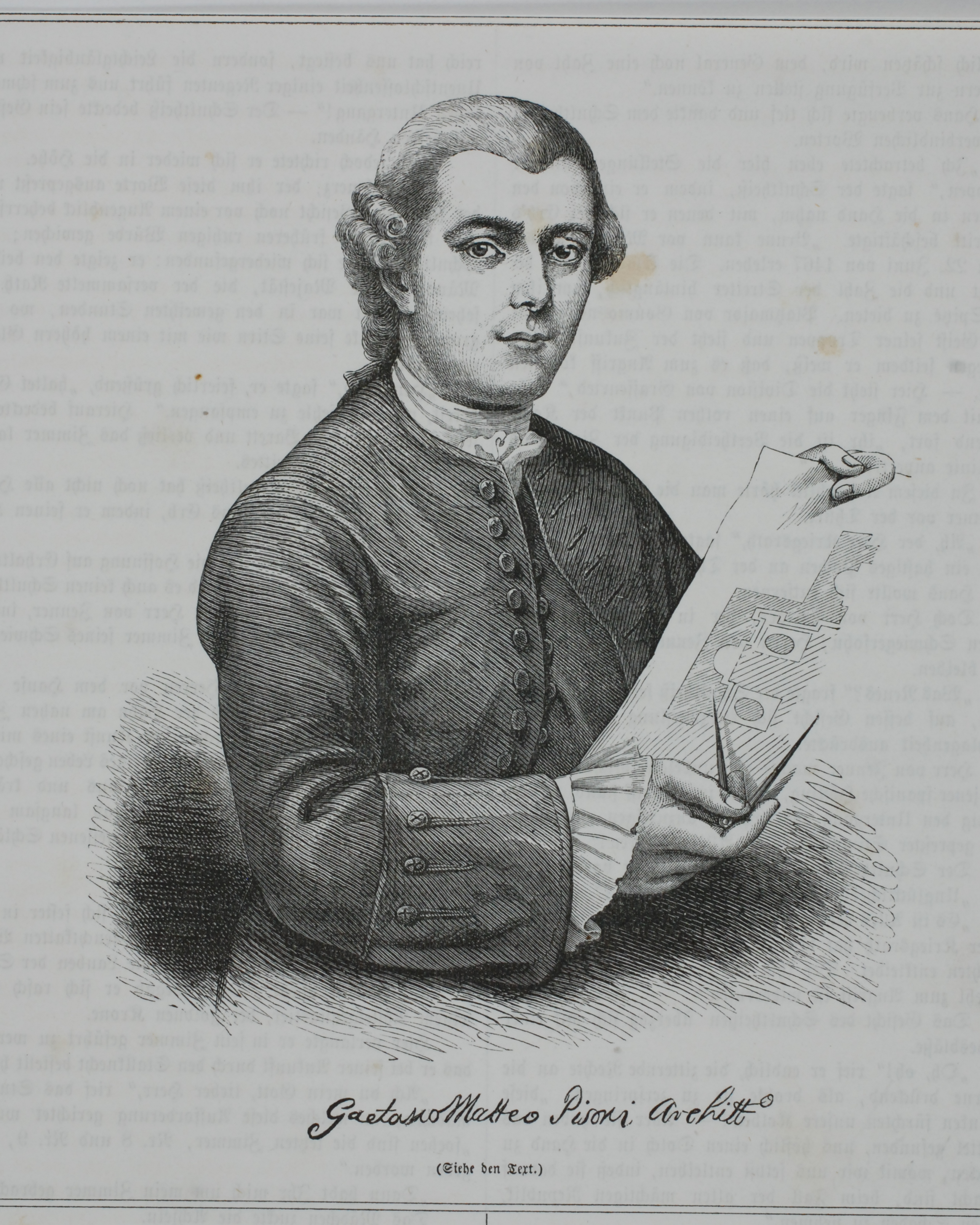
Gaetano Matteo Pisoni

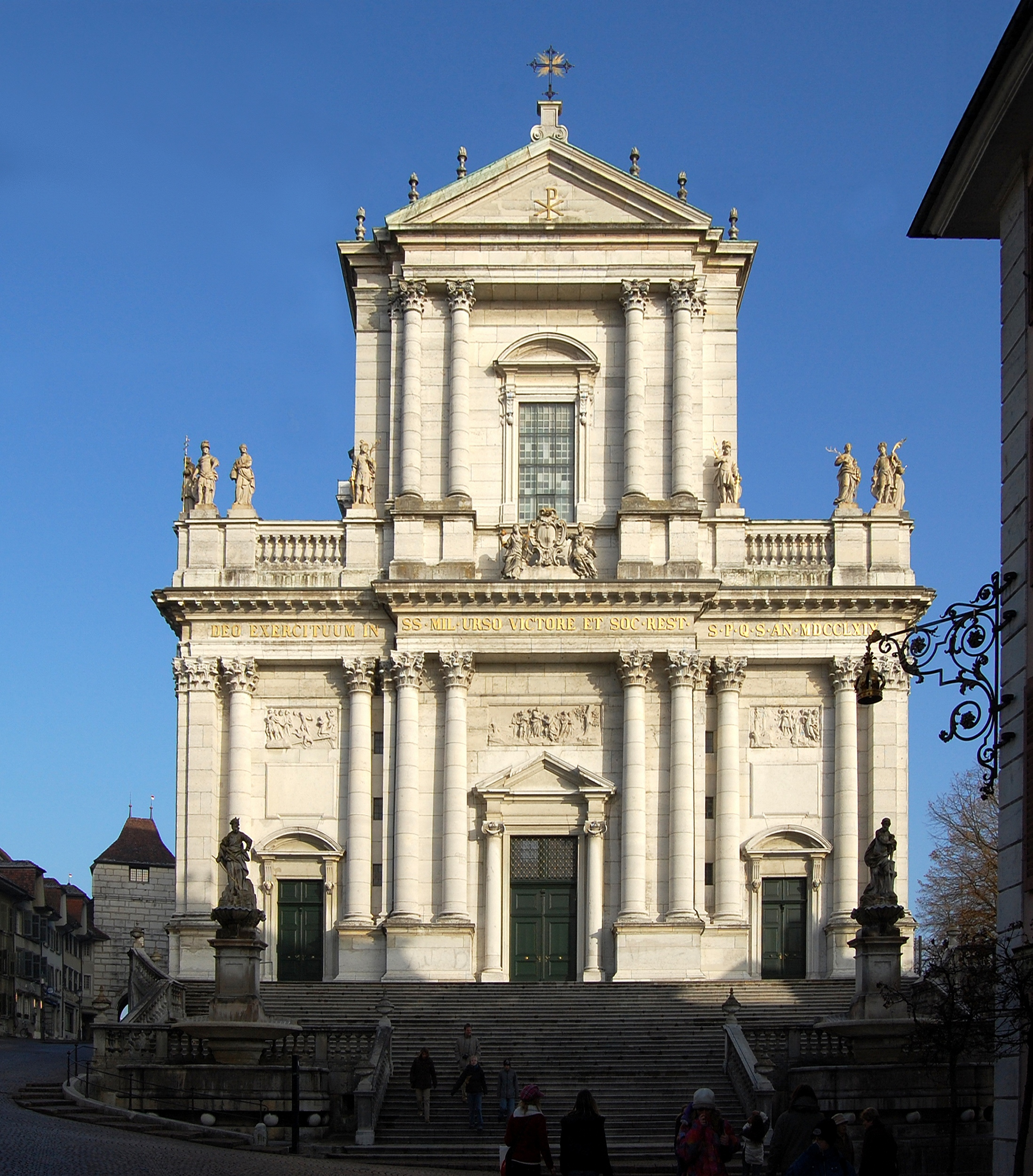
Soletta: Facciata della Cattedrale di Sant'Orso

Gaetano Matteo Pisoni (Ascona, 13 luglio 1713 – Locarno, 4 marzo 1782) è stato un architetto svizzero di lingua italiana.

## Biografia
Figlio di Giambattista Pisoni e Anna Daria Vacchini, dopo aver terminato gli studi primari presso il Collegio di Ascona-, si dimostrò fin dall'inizio incline al disegno; per affinare le sue doti si recò giovane sedicenne in Tirolo, dove presso un capomastro del luogo, svolse il suo tirocinio di muratore. Presso questa bottega ottenne un attestato di costruttore munito del sigillo del Barone di Ress, tuttora conservato presso dei discendenti. Terminato il suo tirocinio si mise a percorrere varie contrade della Germania, Francia e Fiandre affinando le sue conoscenze.
In seguito tra il 1735 il 1740 fu a Roma dove fu fortemente impressionato dalla bellezza e magnificenza delle costruzioni, che rimasero come segno indelebile nelle sue opere di chiaro stile tardo barocche. Nel suo viaggio di ritorno in patria ebbe modo di visitare anche Firenze, Mantova e Milano. Più tardi fu nei Paesi Bassi e in Austria dove mise in atto quanto appreso in varie costruzioni. In seguito fu in Liechtenstein, dove il principe lo chiamò per erigere il suo palazzo e dove venne nominato architetto di corte. Altri lavori vennero eseguiti dal nostro a Vienna.
Dopo questa esperienza volle tornare a Roma, dove rimase per cinque anni, eseguendo vari lavori assieme a suo nipote Paolo Antonio Pisoni. Di quel periodo sono i disegni per la chiesa di San Celso a Milano. Tornato in patria eseguì varie costruzioni e i ripari di Ascona dalle piene del Maggia. Nel 1750 viene chiamato a Namur nelle Fiandre, per riedificare la cattedrale di Sant'Albano, fortemente danneggiata dalle alluvioni; ne allestì il progetto e fu edificata tra il 1751 e il 1767. Fu poi a Liegi dove costruì il Seminario vescovile e la chiesa collegiata di San Giovanni Battista. Il 10 marzo del 1760 papa Clemente XIII lo insignì Cavaliere pontificio. A cui fecero seguito quelli dell'Ordine della Milizia Aurata o Ordine dello Speron d'oro e un titolo nobiliare.

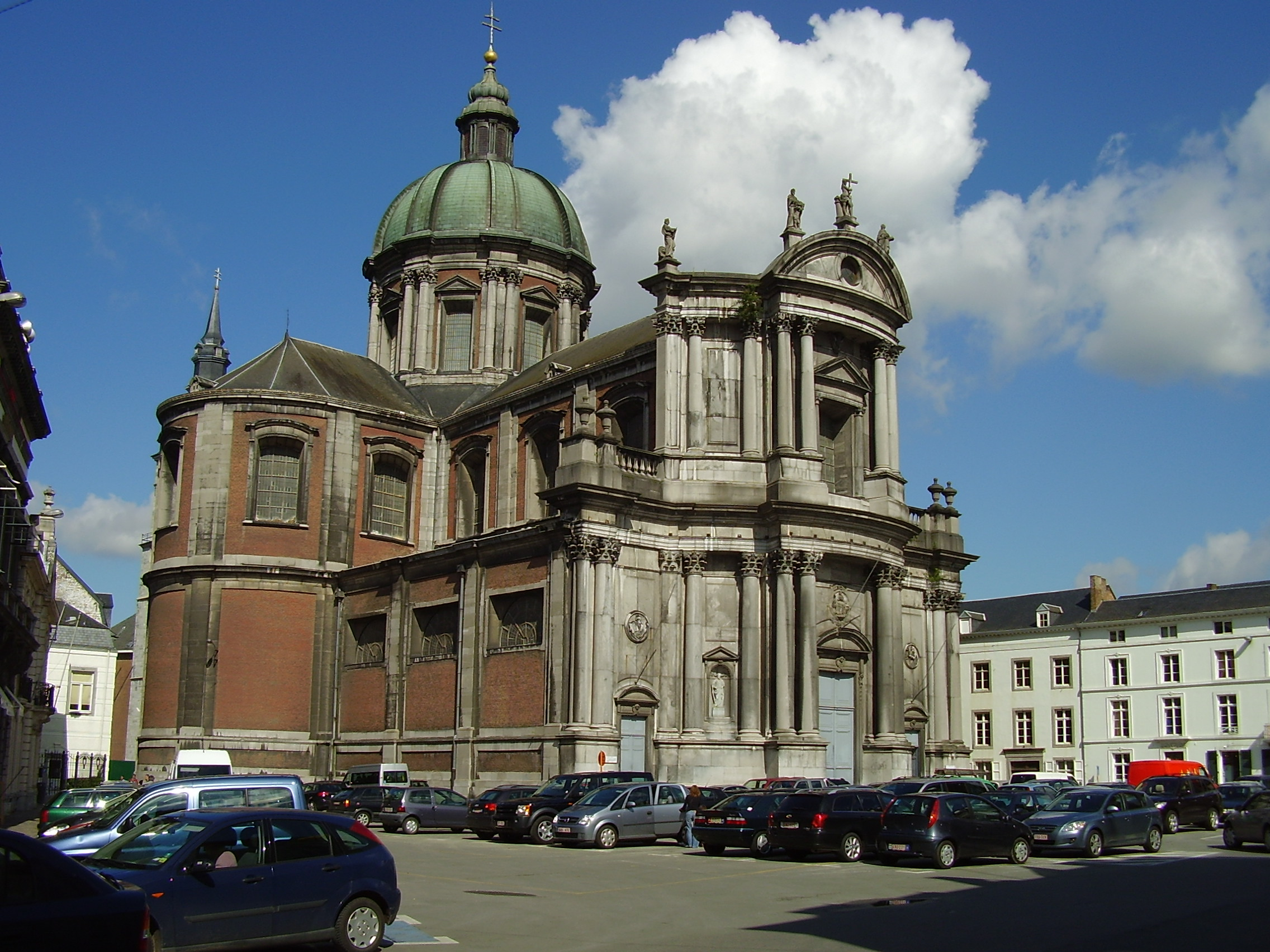
Namur: Cattedrale di Sant'Albano

Nel 1763 con lettera del 17 maggio venne convocato dal Consiglio della città di Soletta per la costruzione della cattedrale di Sant'Orso e Vittore. Ne concepì il progetto e con il nipote Paolo Antonio ne iniziò l'opera. Questa resta il suo più alto capolavoro. I lavori si protrassero per dieci anni, ma vennero terminati dal nipote. I forti contrasti durante l'esecuzione dell'opera e la perdita della moglie e di un figlio minarono la volontà dell'architetto che nel 1770 lasciava il cantiere per rientrare in Ticino. A Locarno si risposò con la nobile Giuseppina Orelli, dalla quale ebbe una figlia, Anna Maria. Morì in questa città il 4 marzo 1782., venne tumulato nella chiesa dell'Assunta di questa città, dove lo ricorda una lapide, a poca distanza dalla palazzina di Via Castelrotto che gli viene attribuita.